# Витьер, Синтио
Си́нтио Витье́р (исп. Cintio Vitier; 25 сентября 1921, Ки-Уэст — 1 октября 2009, Гавана) — кубинский поэт, прозаик, эссеист.

## Биография
Сын Медардо Витьера, известного журналиста, педагога, исследователя творчества Хосе Марти. Начал учиться в г. Матансас, центре одноименной провинции. В 1935 году семья переехала в Гавану. В гаванском училище Свет его однокашником стал будущий поэт Элисео Диего. Витьер дебютировал книгой Стихи (1938, с предисловием Х. Р. Хименеса). Окончил юридический факультет Гаванского университета (1947), но по специальности не работал, уже с 1942 году занявшись журналистикой и издательским делом. В университетские годы познакомился с Хосе Лесамой Лимой и поэтессой Финой Гарсиа Маррус, которая в 1947 году стала его женой. Входил в редакцию журнала Orígenes («Истоки»), долгие годы был одним из ближайших друзей и соратников Лесамы Лимы. Как и другие поэты этого круга, стоял в стороне от литературного и идеологического истеблишмента. Автор метафизической лирики, в которой ощутимы католические мотивы, темы этического поиска. Преподавал французский язык в Педагогическом институте Гаваны (1947—1961), затем преподаватель кубинской и латиноамериканской литературы в Центральном университете провинции Вилья-Клара, главный редактор нескольких журналов. Занимался историей кубинской литературы. Перевёл Озарения Артюра Рембо (1961), а также отдельные стихотворения Хопкинса, Малларме, Валери, Рильке, Элюара, Томаса Мертона, Ахматовой и др. Руководитель Центра исследований творчества Хосе Марти. Почётный доктор Гаванского университета, Центрального университета провинции Вилья-Клара, японского университета Сока.
Сын — композитор Хосе Мария Витьер (род. 1954), среди прочего, ему принадлежит музыка в фильме Томаса Гутьерреса Алеа Клубника и шоколад .

## Произведения

### Стихотворения
- Poemas (1938)
- Sedienta cita (1943)
- Experiencia de la poesía (1944)
- De mi provincia (1945)
- Extrañeza de estar (1945)
- Capricho y homenaje (1947)
- El hogar y el olvido: 1946—1949 (1949)
- Sustancia (1950)
- Conjeturas (1951)
- Vísperas (1953)
- Canto llano (1954—1955) (1956)
- La luz del imposible (1957)
- Escrito y cantado (1954—1959) (1959)
- Testimonios (1968)
- La fecha el pie (1981)
- Hojas perdidizas (1988)
- Nupcias (1993)
- Dama Pobreza (1994)

### Эссе
- Experiencia de la poesía (1944)
- Lo cubano en la poesía (1958, переизд. 1970)
- Poética (1961, переизд. 1973)
- Crítica sucesiva (1971)
- Ese sol del mundo moral. Para una historia de la eticidad cubana (1975, опубл. в Мехико, первое издание на Кубе - 1995)
- Temas martianos (1982)
- Crítica cubana (1988)
- Prosas leves (1993)
- Para llegar a Orígenes (1994)
- Lecciones cubanas (1996)
- Resistencia y libertad (2000)

### Проза
- De Peña Pobre (1980)
- Los papeles de Jacinto Finalé (1984)
- Rajando la leña está (1986)
- Cuentos soñados (1992)

### Составление и комментарии
- Diez poetas cubanos (1948)
- Cincuenta años de poesía cubana (1952)
- Las mejores poesías cubanas (1959)
- Poetas románticos cubanos (1960)
- Flor oculta de la poesía cubana (1978)
- José Martí. Obra literaria (1978)
- Juan Ramón Jiménez en Cuba (1987)

### Публикации на русском языке
- Стихи// Поэзия Латинской Америки. М.: Художественная литература, 1975, с.350-352
- Улица Бедной скалы: роман-воспоминание. М.: Художественная литература,1984
- Хосе Лесама Лима: Начало пути// Латинская Америка, 1989, № 5, с. 91 — 106
- Хосе Лесама Лима: Обретение Рая// Латинская Америка, 1993, № 12, с. 22—38
- Хулио Кортасар// Кортасар Х. Я играю всерьез… Эссе, рассказы, интервью. М.: Академич. проект, 2002, с.375-376

## Признание
Национальная литературная премия (1988), премия Хуана Рульфо (2002), офицерский крест Ордена искусств и литературы и другие награды.
О поэте снят биографический документальный фильм (1992).